# Восточный ветер 3
Продолжение немецкого фильма о лошадях, третья часть называется: "Наследие Оры". Премьера фильма состоялась 27 июля 2017 года. Съёмки велись в ноябре 2016 года в конно-спортивном клубе Hauptgestüt Altefeld недалеко от Херлесхаузена в Северном Гессене. В главных ролях Ханна Бинке, которая исполнила роль Мики Шварц.

## Сюжет
Мике снятся сны, и в них она видит непонятный ей символ. На ее коне, Оствинде (Восточный ветер) клеймо с таким же рисунком. Она ищет его значение в справочниках, в одном из которых находит точно такой знак, и надпись поместье Ора, Андалусия. Следуя за мечтой, пытаясь найти себя и лучше понять своего коня, девушка отправляется в Испанию, чтобы найти место под названием Ора. Найдя его, героиня узнает, что ее конь из этих мест. Здесь до сих пор водятся дикие лошади. Но теперь девушке нужно спасти Андалусию. Дело в том, что здесь…